# アレックス・サンドロ・ダ・シウバ
アレックス・サンドロ・ダ・シウバ（Alex Sandro da Silva, 1985年3月10日 - ）は、ブラジル・サンパウロ州出身の元同国代表サッカー選手。登録名はアレックス・シウバ。現役時代のポジションはディフェンダー（DF）。サッカー選手のルイゾンは実兄。

## 来歴
192cmの長身で空中戦に抜群の強さを誇る。DFながら常にオーバーラップし、攻撃に参加する。サンパウロFCに所属していた時の、対サントスFC戦で4人抜きゴールを決めた。2006年12月には浦和レッドダイヤモンズが獲得候補に挙げていた。
2008年、移籍金1300万ユーロでサンパウロFCからハンブルガーSVに移籍した。
2009年7月7日、親善試合で膝十字靭帯を断裂し、7ヶ月以上戦列を離れる見通しとなった。
2010年1月23日、ファン・ニステルローイのハンブルガーSV加入と同時にサンパウロFCにレンタル移籍した。
2011年7月、CRフラメンゴへ移籍。2015年3月6日、ブラジリエンセFCに加入した。
2019年6月、現役引退を表明した。

## 所属クラブ
- 2003–2004  ECヴィトーリア

→ 2005  スタッド・レンヌ (レンタル)
- 2006–2008  サンパウロFC
- 2008-2011  ハンブルガーSV

→ 2010.1-2011.7  サンパウロFC （レンタル)
- 2011.7–2013   CRフラメンゴ

→ 2012  クルゼイロEC （レンタル)
- 2013-2014  ボアEC
- 2014-2015  サンベルナルドFC
- 2015-2016  ブラジリエンセFC

→ 2016  リオ・クラロFC （レンタル)
→ 2016  エルシリオ・ルスFC （レンタル)
- 2017-2019  クルブ・ホルヘ・ウィルステルマン

## 代表歴
- ブラジル代表
  - 2007年7月4日 - A代表初出場 (コパ・アメリカ2007) - エクアドル戦 (ベネズエラ)

## タイトル

### クラブ
ヴィトーリア
- カンピオナート・バイアーノ : 2003, 2004

サンパウロ
- カンピオナート・ブラジレイロ・セリエA : 2006, 2007, 2008

### 代表
U-23ブラジル代表
- 北京オリンピック (銅メダル)

ブラジル代表
- コパ・アメリカ : 2007